# Гарденер, Джейсон
Джейсон Гарденер (англ. Jason Carl Gardener; род. 18 сентября 1975, Бат, Сомерсет) — британский легкоатлет (бег на короткие дистанции, эстафетный бег), чемпион Игр Содружества, чемпион и призёр чемпионатов Европы и мира, чемпион летних Олимпийских игр 2004 года в Афинах, участник двух Олимпиад.

## Карьера
Победитель Игр Содружества 1998 и 2002 годов. Чемпион (1995, 1999, 2005) и бронзовый призёр (1997) Кубка Европы. Чемпион (2000, 2002, 2005, 2007) и бронзовый призёр (1998) чемпионатов Европы в помещении. Чемпион (2004) и бронзовый призёр (1999, 2003) чемпионатов мира в помещении. Чемпион (2005) и серебряный призёр (1999) чемпионатов мира.
На Олимпиадах Гарденер выступал в беге на 100 метров и эстафете 4×100 метров. На летних Олимпийских играх 2000 года в Сиднее Гарденер в беге на 100 метров показал на отборочной стадии результат 10,27 с и не попал в финал соревнований. В эстафетном беге сборная Великобритании также не смогла пробиться в финал.
Не следующей Олимпиаде в беге на 100 метров Гарденер снова не попал в финал соревнований, показав в этот раз результат 10,12 с. В эстафете 4×100 метров сборная Великобритании, в составе которой выступал Гарденер, стала олимпийским чемпионом.